# Fertilización foliar
Generalmente se usa para corregir carencias rápidamente, donde se aplica un químico diluido en agua directamente a la parte aérea de la planta (tallos, hojas). Los resultados se pueden apreciar muy rápidamente.
Por contraposición, la nutrición normal a través de las raíces y el suelo se denomina radicular o edáfica.

## Mecanismos de absorción y transporte en la fertilización foliar
La absorción foliar se realiza en tres pasos, después de disponer de los nutrientes en las hojas:
- (1) penetran la cutícula y las paredes epidérmicas por difusión.
- (2) son absorbidas por el plasmalema y entran al citoplasma.
- (3) pasan a través de la membrana plasmática y entran en el citoplasma.

## Aplicaciones
El interés de la fertilización foliar está relacionado con los siguientes aspectos principales: puede ser empleada en carácter complementario, del suministro de nutrientes vía suelo, es la manera más rápida de corregir deficiencia particularmente de micronutrientes como: magnesio, cobre, hierro, boro, manganeso, calcio, zinc. La aplicación a plantas con fertilizantes de uso foliar debe ser de 5 veces por semana.

## Tipos de fertilizantes foliares
Las propiedades que debe tener una sustancia para utilizarse como abono foliar es que sea muy soluble y no tenga efecto fitotóxico sobre las plantas.
Los tipos de fertilizantes foliares se pueden agrupar en dos grandes categorías: sales minerales y complejos naturales orgánicos denominados quelatos. Estos últimos pueden ser naturales o sintéticos.

### Sales minerales
Fueron las primeras en utilizarse y comprenden sulfatos, cloruros y nitratos.
Los sulfatos son las fuentes más utilizadas debido a su alta solubilidad y por tener menor riesgo a que se produzcan quemaduras en el follaje. Además estos suponen un aporte de azufre a la planta como nutriente.
Los cloruros y nitratos se absorben más rápido a través de la cutícula foliar que los sulfatos , pero el riesgo de fitotóxidad es más elevado y se utilizan a menor concentración.
En cuanto a la aportación del nitrógeno vía foliar, se hace con urea y nitrato amónico. La absorción vía cuticular de estos elementos es muy rápida y frecuentemente se utilizan como elementos de choque cuando las plantas está sufriendo algún tipo de estrés.

### Quelatos
Los quelatos son compuestos orgánicos de origen natural o sintético que pueden combinarse con un catión metálico formando un complejo de forma que, el catión pierde su carácter metálico neutralizándose las cargas de este y permitiendo su absorción . La ventaja de los quelatos reside en su mayor velocidad de absorción lo que permite una mayor eficiencia en la aplicación y menores pérdidas por lavado.
Los quelatos pueden ser formulados incorporando uno o varios nutrientes, incluyendo nutrientes como zinc, manganesio, cobre...

#### Quelatos Sintéticos
El más común es el EDTA (ácido etilendiamino tetra-acético) por su estabilidad que impide el que el catión o elemento fertilizante se pierda. Otros son el DTPA Y EDDHA.

#### Quelatos orgánicos
Son compuestos acomplejantes de grado más bajo que los anteriores obtenidos como, subproductos de procesos industriales como la obtención de pulpa de madera.
Unos de los más usados son los ácidos húmicos y fúlvicos obtenidos de yacimientos de carbón y turberas. Aparte de ser usados como elementos quelatantes, su incorporación al suelo activa la flora microbiana a la vez que acomplajan los elementos nutritivos del suelo permitiendo y mejorando la absorción radicular.